# Jacobineren
Jacobineren (med undertitlen et Ugeskrift for alle Fransksindede) var et københavnsk tidsskrift der udkom 23. juni – 25. juni 1796.
Bladet blev udgivet af boghandler Lorents Reistrup og trykt hos Matthias Seest. Det var et politisk blad, der åbenblyst støttede den Franske Revolution og jakobinerne og var et organ for den ikke ubetydelige gruppe af overbeviste danske jakobinere og deres sympatisører, som fandtes i København. I bladets andet nummer findes en hyldestartikel til digteren Malthe Conrad Bruun, som netop var flygtet fra Danmark til øen Hven, pga. sagen mod ham for hans satiredigt Aristokraternes Catechismus.
Det blev annonceret at bladet ville udkomme 2 gange om ugen til 2 skilling pr. nummer, men bladet udkom kun i fire numre i alt. Det eneste overlevende eksemplar findes i Sorø Akademis bogsamling.
Rasmus Nyerup anmeldte bladet i tidsskriftet Minerva og skrev i den forbindelse at det "tegne[de] til at ville blive aldeles ubetydeligt."